# Intelligent dance music
La intelligent dance music, nota anche con l'acronimo IDM o braindance è un genere di musica elettronica nato negli anni novanta.

## Definizione e caratteristiche
Il primo utilizzo scritto della definizione "intelligent dance music" comparve nel 1993 sul forum online gestito da Alan Parry e Brian Behlendorf, frequentato sia da artisti che fan di tale corrente musicale.
La IDM è un tipo di musica di difficile ascolto che privilegia il melodismo alla ritmica rispetto alla techno da ballo e fa uso di sonorità più complesse. Nelle tracce IDM la tradizionale quartina cassa-rullante risulta infatti spesso difficile da rintracciare, il che si traduce in una stilistica non necessariamente da ballare. Questi aspetti rendono l'intelligent dance music un sinonimo di ambient techno ed electronica. La IDM abbandona in parte i campionamenti a favore dei sintetizzatori analogici. La IDM recuperava certi punti di riferimento propri della musica rock, tra cui quelli di "concept album" e "abilità musicale dal vivo". Gli artisti che proponevano tale stile erano accomunati da un generale disappunto nei confronti della musica rave e hardcore, che consideravano di cattivo gusto. Secondo Mixmaster Morris, la musica dei rave aveva reso la techno noiosa dopo che l'hardcore rubò all'acid house ogni sua "stranezza e creatività" e sostiene che la nuova musica da ballo avrebbe "soffocato" lo spirito dell'originaria techno di Detroit, che definisce «molto più ambient che hardcore. ...Aveva una tale leggerezza di tocco, era di una bellezza radicale. Nella scena rave di oggi tutti cercano una gratificazione immediata, c'è un cliché ogni quattro battute.»
Rappresentativa è la copertina della compilation Artificial Intelligence pubblicata dalla Warp Records, nella quale è raffigurato un robot comodamente adagiato su una poltrona mentre ascolta musica. I riferimenti nella cover ad Autobahn dei Kraftwerk e Dark Side of the Moon dei Pink Floyd non sono casuali. Stando al fondatore della Warp Steve Beckett, all'inizio del 1992 «si cominciavano a sentire brani di B12 e Plaid o Speedy J che non era possibile catalogare in alcun modo. Erano delle B-Sides o gli ultimi pezzi di un Ep. Ci rendemmo conto che quei pezzi non erano fatti per i 12", ma venivano incisi in quel formato perché era l'unico supporto per quel tipo di musica. Ci rendemmo conto che si poteva mettere insieme un buon album con quella musica. Musica che era possibile stando seduti, come si sarebbe fatto con i dischi dei Pink Floyd o i Kraftwerk.»

## Storia

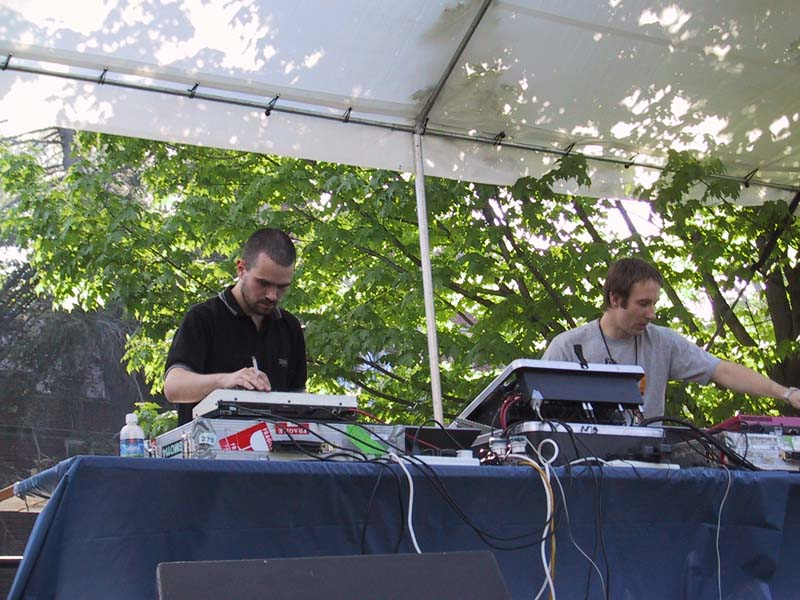
Gli Autechre

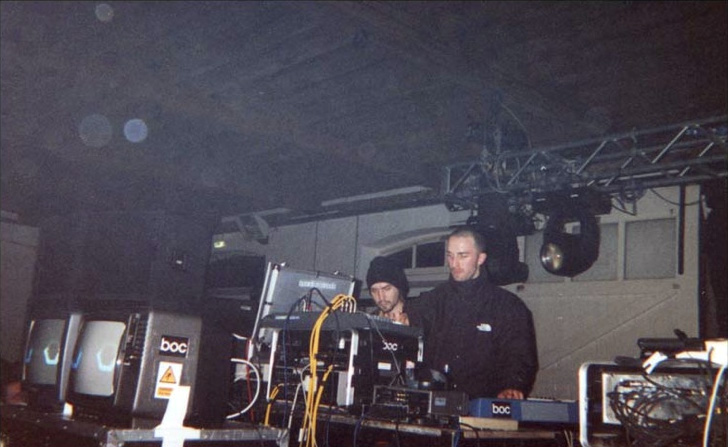
I Boards of Canada

Tra il 1991 e il 1992 diversi artisti ed etichette si specializzarono in una musica techno che, a differenza di quella dei rave party, non fosse da ballare. L'Intelligent dance music, e più in generale tutta quella "techno per non ballerini", nacque dall'esigenza di creare una musica rilassante fatta per essere ascoltata dalle persone reduci dai rave. L'IDM veniva proposta in vari club inglesi con la premessa No breakbeats, no lycra, con la quale veniva assicurato al pubblico la riproduzione di tracce senza i breakbeat, caratteristici del genere hardcore e l'assenza di ragazze che portavano abiti in lycra, che erano invece quelle solite frequentare i rave.
Il 6 giugno del 1992 la Warp Records pubblicò la compilation Artificial Intelligence, vero e proprio manifesto della IDM che contribuì a lanciare le carriere di Autechre, The Black Dog e Aphex Twin. La Warp Records battezzò la musica contenuta in tale disco "musica elettronica d'ascolto". Seguirono altri appellativi, come armchair techno (lett. "techno da poltrona"), intelligent techno, ambient techno ed electronica. Artificial Intelligence è anche il primo capitolo dell'omonima serie, terminata nel 1994 con Artificial Intelligence II.
A partire dallo stesso anno vennero pubblicate, oltre ad Artificial Intelligence, altre compilation dedicate allo stile come The Philosophy of Sound and Machine (1992). Diverse riviste concentrarono la loro attenzione sull'ondata di nuovi artisti e sulle etichette che li scritturavano tra cui la Rephlex, la Tresor, la Pork e la Beyond.

## Sottogeneri e generi derivati

### Experimental techno
Sottogenere con elementi non molto differenti dall'IDM, ma caratterizzato da sonorità aggressive, una grande sperimentazione sonora e l'utilizzo di sample di suoni naturali riprocessati, al tal punto che ricalca alcune influenze da diversi generi come hardcore, hard house e drum and bass.

### Minimal techno
Genere derivato dalla fusione tra la musica minimalista e la musica techno. Le sonorità e i ritmi ripetitivi ma cangianti, e atmosfere ambient e psichedeliche caratterizzano questo genere.

### Ambient techno
Un rarefatto, più specifico orientamento dell'ambient house, l'ambient techno è generalmente affibbiata ad artisti come B12, Aphex Twin (primi lavori), Black Dog, Higher Intelligence Agency, e Biosphere anche se gli Autechre sono considerati i padri dell'attuale Ambient Techno, se non i padri fondatori della migliore interpretazione del genere. Il genere nasce dalla combinazione tra melodia e ritmo tra techno e dell'elettronica - tramite l'utilizzo di drum machine come 808 e 909 - unite ad atmosfere ambient prive o in presenza di beat dai BPM rallentati. Il genere è stato associato ad etichette discografiche come Apollo, GPR, Beyond, la terminologia mutò in "intelligent techno" e successivamente in Intelligent Dance Music, dopo che la Warp rilasciò Artificial Intelligence, termine che nonostante i riferimenti stilistici della musica fossero all'epoca quasi del tutto invariati, ne generò un'ulteriore evoluzione.
Un genere che riprende le caratteristiche dell'ambient techno è la dub techno.

### Ambient house
L'ambient house è un genere musicale sviluppatosi verso la fine degli anni 80 il cui termine è utilizzato per definire uno stile musicale che fonde acid house con elementi ed atmosfere ambient. Le tracce nell'ambient house sono tipicamente basate su ritmiche in 4/4, l'utilizzo di sintetizzatori, e campionamenti di voci. L'ambient house è caratterizzata dall'uso di scale diatoniche e dell'atonalità.

### Glitch
Per glitch si intende un genere della musica techno più sperimentale, che si differenzia per l'utilizzo di drum sequence, rumori bianchi e suoni artificiali creati al computer, caratterizzato da ritmi veloci, spigolosi e aggressivi, ma che riabbraccia le idee della musica concreta, ovvero la suggestione di paesaggi sonori attraverso la musica.

## Etichette discografiche
L'etichetta che ha consacrato il genere è la Warp Records, producendo gli artisti più rappresentativi, come Aphex Twin, Autechre, Plaid, Richard Devine, Boards of Canada. Altre etichette molto conosciute come la Rephlex (etichetta fondata da Aphex Twin) ad esempio, o la Planet Mu (etichetta di Mike Paradinas), si sono concentrate su generi ibridi influenzati da IDM, ma con un'impronta underground del tutto differente, rimanendo comunque sempre associate all'Intelligent Dance Music, in quanto le accomuna la ricerca di nuove sonorità. Altre case discografiche specializzate nella pubblicazione di musica IDM includono la Border Community, la EVES Music, la Atom River e la Raster-Noton.